# Anyphaenoides placens
Anyphaenoides placens är en spindelart som först beskrevs av O. Pickard-Cambridge 1896.  Anyphaenoides placens ingår i släktet Anyphaenoides och familjen spökspindlar. Inga underarter finns listade i Catalogue of Life.